# Kostel svatého Vojtěcha a svaté Cecílie (Slavičín)
Kostel svatého Vojtěcha a svaté Cecílie je kostel ve Slavičíně, ve Zlínském kraji. Kolem kostela se rozprostírá hřbitov, na kterém je také hrob osmadvaceti amerických letců, kteří zemřeli při bitvě nad Bílými Karpaty a byli zde uloženi 31. srpna 1944. Kostel je farním kostelem v Římskokatolické farnosti Slavičín. Pod kostelem je charita svatého Vojtěcha.

## O kostele
Kostel je nejstarší stavbou ve Slavičíně. Byl postaven zhruba někdy od časů ke konci 11. až téměř do poloviny 12. století. V sondě 140 cm pod zemí byl nalezen střep zhruba ze 12. až 13. století. Původní stavba byla menší a kratší. Neměla věž, ale jen zvonici. V roce 1668 byly přistavěny dvě boční kaple a kůr s věží. Roku 1708 shořela dřevěná věž a v roce 1775 vyhořel i kostel a nákladem farníků byl znovu obnoven. Zároveň se přestalo pohřbívat do krypt s výjimkou šlechty a biskupů. Archeologický výzkum zjistil, že zde byl s velkým množstvím jiných lidí pohřben také Zdeněk ze Zástřizl, jeden z největších dobrodinců kostela.
31. srpna 1944 zde bylo jen tak, bez účasti lidí, uloženo 28 amerických vojáků. Jejich ostatky byly převezeny po válce (1946) do západní Evropy a na místě byl zbudován pomník. Poté byl také zbudován pomník sovětskému a rumunskému vojákovi. 31. srpna. 1948 byly posvěceny nové zvony sv. Jan Nepomucký, sv. Vojtěch a sv. Josef. Ty předchozí byly kostelu odejmuty za druhé světové války. V roce 2018 byl zmodernizován presbytář.